# Jai Alai World Tour
El Jai Alai World Tour (JAWT) fue creado en 2014 con la intención de promover la cesta punta, sobre todo, en el País Vasco y en el resto del mundo, y velar por los intereses de los pelotaris profesionales. 
Desde su inauguración, se ha organizado un circuito de verano con pelotaris de varias partes del mundo, organizando un ranking. Está organizado por el Consejo Mundial de Pelota Vasca y las empresas Jai Alive y Gernika Jai Alai.

## Pelotaris 2017
- Jai Alive (JAL)

| Pelotari        | Posición  | Edad    | Altura | Peso | Lugar de Nacimiento        | Frontón resto de temporada |
| --------------- | --------- | ------- | ------ | ---- | -------------------------- | -------------------------- |
| Mikel Egiguren  | Delantero | 48 años | 1,80m  | 80kg | San Sebastián, Guipúzcoa   | Frontón México             |
| Gotzon Enbil    | Zaguero   | 48 años | 1,82m  | 82kg | Zumaya, Guipúzcoa          | -                          |
| Ibai Erkiaga    | Zaguero   | 48 años | 1,81m  | 82kg | Lequeitio, Vizcaya         | -                          |
| Nicolas Etcheto | Zaguero   | 36 años | 1,80m  | 79kg | Ahetze, Labort             | Frontón México             |
| Txabi Inza      | Zaguero   | 40 años | 1,84m  | 84kg | Hendaya, Labort            | Frontón México             |
| Imanol López    | Zaguero   | 41 años | 1,94m  | 93kg | Zumaya, Guipúzcoa          | Frontón México             |
| Christophe Olha | Delantero | 44 años | 1,82m  | 82kg | Saint-Palais, Baja Navarra | Frontón México             |
| Jean Olharan    | Delantero | 35 años | 1,74m  | 74kg | Pau, Bearne                | Frontón México             |
| Jon Zulaika     | Delantero | 34 años | 1,87m  | 85kg | San Sebastián, Guipúzcoa   | Dania Jai-Alai             |

- Gernika Jai-Alai Professional (GJA)

| Pelotari                          | Posición  | Edad    | Altura | Peso  | Lugar de Nacimiento      | Frontón resto de temporada |
| --------------------------------- | --------- | ------- | ------ | ----- | ------------------------ | -------------------------- |
| Aimar Aldazabal                   | Delantero | 42 años | 1,85m  | 82kg  | Berriatúa, Vizcaya       | Dania Jai-Alai             |
| Ibon Aldazabal                    | Zaguero   | 38 años | 1,93m  | 90kg  | Berriatúa, Vizcaya       | Dania Jai-Alai             |
| Mikel Amigorena                   | Zaguero   | 40 años | 1,86m  | 85kg  | Vitoria, Álava           | Dania Jai-Alai             |
| Jokin Arbe                        | Delantero | 33 años | 1,66m  | 67kg  | Marquina-Jeméin, Vizcaya | Dania Jai-Alai             |
| Xabier Barandika                  | Delantero | 35 años | 1,80m  | 80kg  | Guernica y Luno, Vizcaya | Dania Jai-Alai             |
| Diego Beaskoetxea                 | Delantero | 44 años | 1,74m  | 77kg  | Miami, Estados Unidos    | Dania Jai-Alai             |
| Aritz Erkiaga                     | Delantero | 37 años | 1,83m  | 84kg  | Ispáster, Vizcaya        | Miami Jai-Alai             |
| Jonathan Etxebarrieta, Etxeba III | Zaguero   | 41 años | 1,82m  | 81kg  | Tampa, Estados Unidos    | -                          |
| Alex Hormaetxea                   | Delantero | 41 años | 1,83m  | 81kg  | Miami, Estados Unidos    | -                          |
| Eric Irastorza                    | Zaguero   | 48 años | 1,93m  | 100kg | Bidart, Labort           | Frontón México             |
| Unai Lekerikabeaskoa              | Zaguero   | 30 años | 1,80m  | 78kg  | Guernica y Luno, Vizcaya | Dania Jai-Alai             |
| Ekhigoi Martínez                  | Zaguero   | 32 años | 1,80m  | 85kg  | Vitoria, Álava           | Frontón México             |

## Calendario 2017
| Campeonato                      | Lugar                    | Frontón                          | Empresa | Fecha                       | Campeón                | Subcampeón            |
| ------------------------------- | ------------------------ | -------------------------------- | ------- | --------------------------- | ---------------------- | --------------------- |
| Torneo Fernando Diaz Barroso    | Ciudad de México, México | Frontón México                   | Mixto   | 7-16 de julio               | Egiguren-López         | Erik-Aldazabal        |
| Master Series Markina           | Marquina-Jeméin, Vizcaya | Frontón Universidad de la Pelota | GJA     | 7-16 de julio               | Beaskoetxea-Etxeba III | Aimar-Aldazabal       |
| Grand Slam Gernika              | Guernica y Luno, Vizcaya | Frontón Gernika Jai Alai         | Mixto   | 8 de julio - 12 de agosto   | Olharan-López          | Barandika-Ekhi        |
| Master Series Motrico           | Motrico, Guipúzcoa       | Frontón Miruaitz                 | GJA     | 14-22 de julio              | Erkiaga-Aldazabal      | Hormaetxea-Ekhi       |
| Grand Slam Hondarribia          | Fuenterrabía, Guipúzcoa  | Frontón Jostaldi                 | Mixto   | 28 de julio - 25 de agosto  | Egiguren-López         | Erkiaga-Irastorza     |
| Master Series Lekeitio          | Lequeitio, Vizcaya       | Frontón Santi Brouard            | Mixto   | 30 de julio - 6 de agosto   | Zulaika-López          | Barandika-Aldazabal   |
| Campeonato Individual Corto MPB | Bilbao, Vizcaya          | Frontón Bizkaia                  | Mixto   | 20 de agosto - 27 de agosto | López                  | Erkiaga               |
| Master Series Zumaia            | Zumaya, Guipúzcoa        | Frontón Aitzuri                  | JAL     | 8-22 de septiembre          | Olharan-Inza           | Olha-López            |
| Open Gernika 1                  | Guernica y Luno, Vizcaya | Frontón Gernika Jai Alai         | GJA     | 9 de septiembre             | Barandika-Lekerika     | Hormetxea-Enbil       |
| Open Gernika 2                  | Guernica y Luno, Vizcaya | Frontón Gernika Jai Alai         | GJA     | 9 de septiembre             | Egiguren-López         | Beaskoetxea-Aldazabal |
| Master Series Donostia          | San Sebastián, Guipúzcoa | Frontón Carmelo Balda            | JAL     | 23-30 de septiembre         | Olha-Etcheto           | Olharan-I. Erkiaga    |
| Open Zumaia                     | Zumaya, Guipúzcoa        | Frontón Aitzuri                  | JAL     | 29 de septiembre            | Olharan-López          | Egiguren-Enbil        |
| Campeonato Parejas MPB          | Durango                  | Frontón Ezkurdi                  | Mixto   | 23-24 de diciembre          | Egiguren-López         | Beaskoetxea-Ekhi      |

## Ranking JAWT
| Año  | 1º                   | 2º                | 3º              | 4º                    | 5º             |
| ---- | -------------------- | ----------------- | --------------- | --------------------- | -------------- |
| 2014 | Mikel Egiguren       | Gotzon Enbil      | Christophe Olha | Ortzi Goiri, 'Txasio' | Ibon Aldazabal |
| 2015 | Iñaki Osa Goikoetxea | Ibon Aldazabal    | Ibai Erkiaga    | Diego Beaskoetxea     | Mikel Egiguren |
| 2016 | Iñaki Osa Goikoetxea | Diego Beaskoetxea | Gotzon Enbil    | Ibon Aldazabal        | Mikel Egiguren |
| 2017 | Imanol López         | Jean Olharan      | Mikel Egiguren  | Aritz Erkiaga         | Txabi Inza     |